# Droga wojewódzka 652
Die Droga wojewódzka 652 (DW 652) ist eine polnische Woiwodschaftsstraße, die vom Nordosten der Woiwodschaft Ermland-Masuren in den Norden der Woiwodschaft Podlachien führt. Sie verläuft von Westen nach Osten auf einer Länge von 42 Kilometern und durchquert die Kreisgebiete Olecko sowie Suwałki. Außerdem stellt sie eine Verbindung dar zwischen der Landesstraße Droga krajowa 65 sowie mit den Woiwodschaftsstraßen Droga wojewódzka 653, Droga wojewódzka 655 und Droga wojewódzka 662.
Die DW 652 verläuft auf einem Teilstück der einstigen Reichsstraße 137.

## Straßenverlauf der DW 651
Woiwodschaft Ermland-Masuren
Powiat Olecki (Kreis Oletzko/Treuburg):
- Kowale Oleckie (Kowahlen, 1938–45 Reimannswalde) (Anschluss: → : Gussew (Gumbinnen)/Russland ↔ Olecko (Treuburg) – Bobrowniki/Belarus)
- Lakiele (Lakellen, 1938–45 Schönhofen (Ostpr.))
- Drozdowo (Drosdowen, 1934–45 Drosten)

Woiwodschaft Podlachien
Powiat Suwalski (Kreis Suwalken):
- Mieruniszki (Mierunsken, 1938–45 Merunen)
- Filipów
- Motule Stare
- Jemieliste
- Piecki
- Taciewo
- Osowa
- Mały Bród
- Suwałki (Suwalken) (Anschluss: → : Kudowa-Zdrój (Bad Kudowa)/Tschechien – Wrocław (Breslau) – Warszawa (Warschau) – Białystok ↔ Budzisko/Litauen, → : Olecko (Treuburg) – Bakałarzewo ↔ Sejny, → : Giżycko (Lötzen) Olecko – Raczki – Suwałki)